# Skordalia

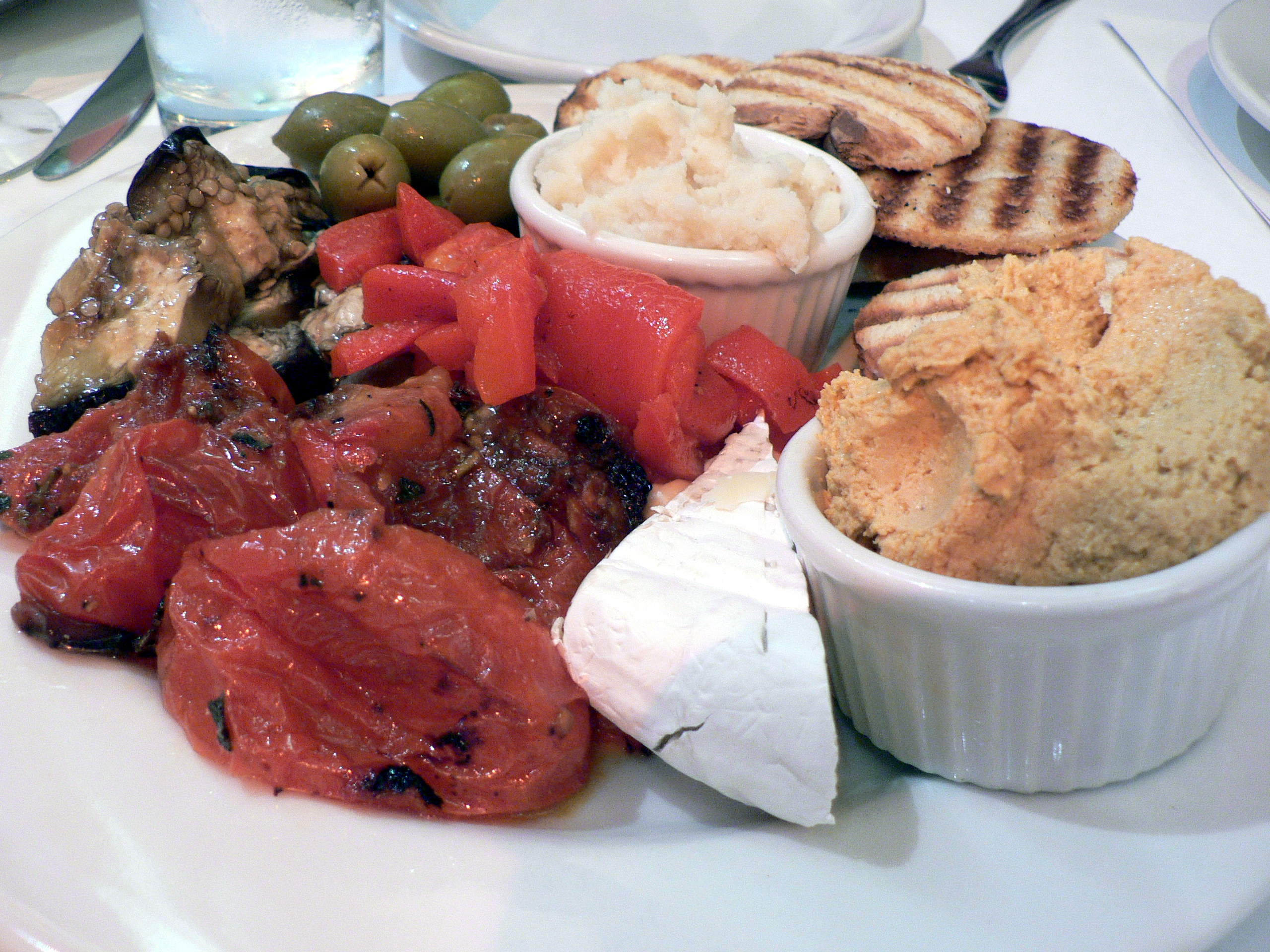
Skordalia

Skordalia (em grego moderno: σκορδαλιά) é uma preparação da culinária da Grécia do tipo das que fazem parte da meze, como a taramosalata (pasta de ovas), própria para comer sobre uma pequena fatia de pão; no entanto, também pode ser servida para acompanhar um prato de peixe frito. Tem como base um puré de batata misturado com alho esmagado, azeite e sumo de limão, adicionados gota a gota e finalmente temperado com sal e pimenta. Costuma ornamentar-se com nozes ou amêndoas torradas e partidas em pequenos pedaços. 